# Nueil-les-Aubiers

Nueil-les-Aubiers este o comună în departamentul Deux-Sèvres, Franța. În 2009 avea o populație de 5,455 de locuitori.